# Joseph Joachim

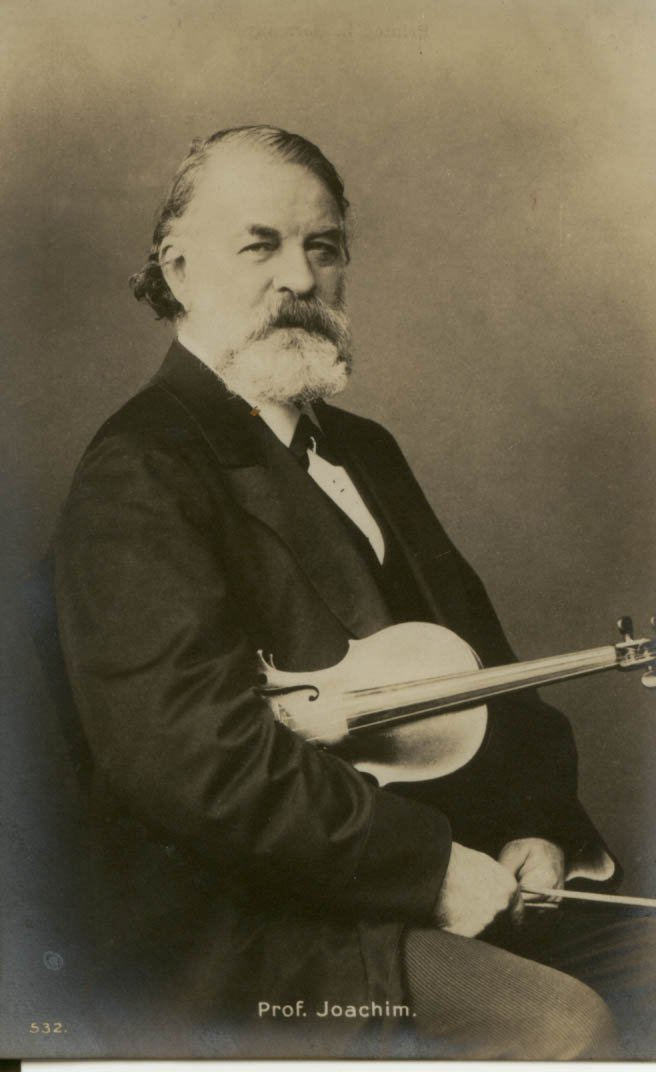
Joseph Joachim

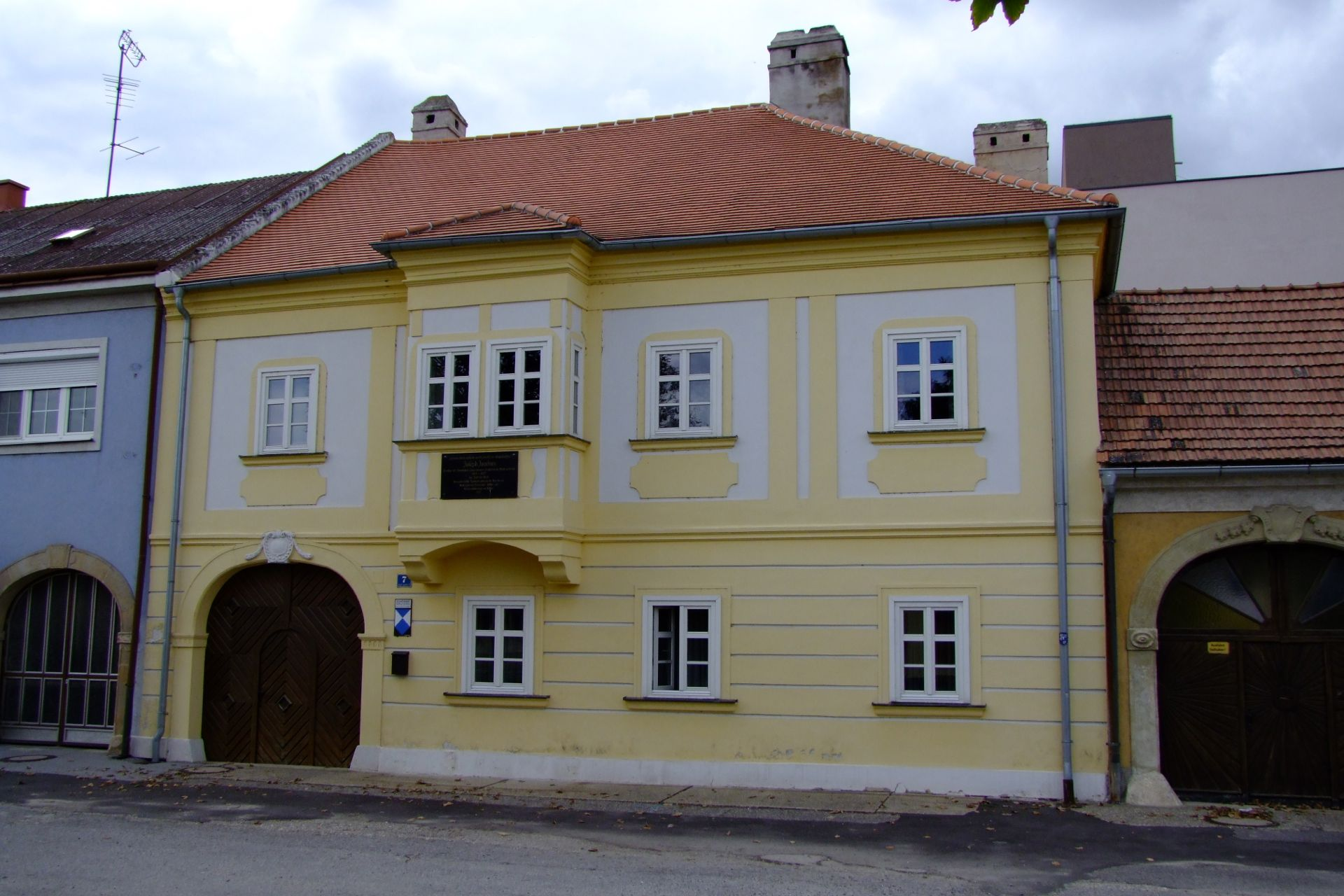
Joseph Joachims Geburtshaus in Kittsee (2012)

Joseph Joachim und seine Gattin Amalie in Hannover, Winter 1863/64

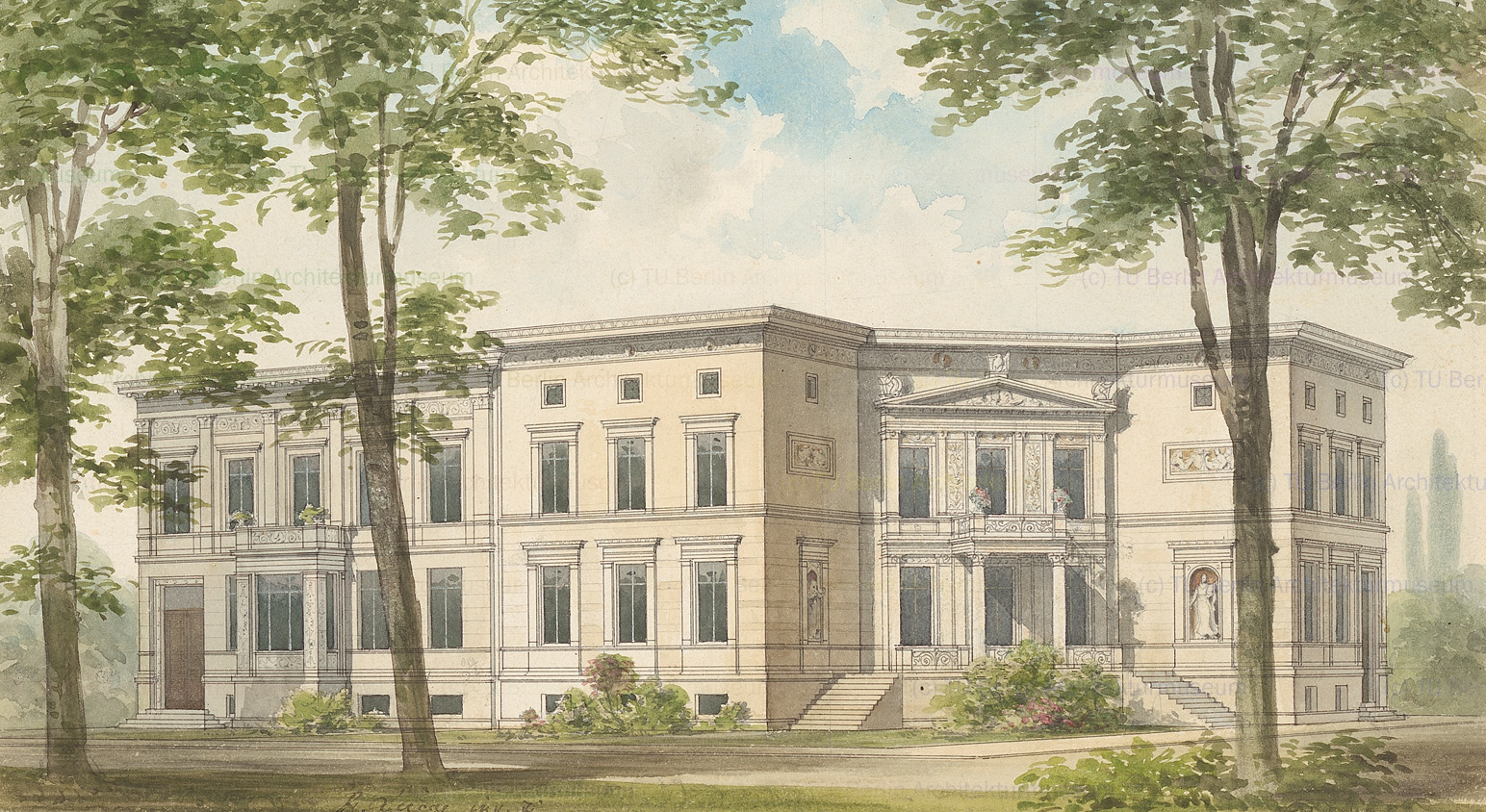
Die Villa Joachim, Entwurfszeichnung des Architekten Richard Lucae, 1871

Joseph Georg Maria Joachim (zeitgenössisch auch Josef Joachim; * 28. Juni 1831 in Kittsee bei Pressburg, Ungarn, seit 1921 Burgenland; † 15. August 1907 in Charlottenburg bei Berlin) war ein österreichisch-ungarischer Violinist, Dirigent und Komponist. Er galt als einer der bedeutendsten Violinisten seiner Zeit. Sein Neffe ist der britische Philosoph Harold H. Joachim. Joseph Joachim ist Namensgeber des Internationalen Violin-Wettbewerbs Hannover und des Internationalen Kammermusik-Wettbewerbs der Hochschule für Musik Franz Liszt Weimar.

## Leben
Joseph Joachim wurde als siebentes Kind des jüdischen Wollhändlers Julius Joachim (geb. um 1791, gest. 1865 in Pest) und der Fanny Figdor (geb. um 1791, gest. 1867 in Wien), Tochter des Wiener Grosshändlers Isak Figdor, in Kittsee im Burgenland geboren. Kittsee gehörte zu den Siebengemeinden und war damals im Besitz der ungarischen Familie Esterházy. Joachims Familie war nicht wohlhabend, aber weit verzweigt und unter anderem mit den reichen Wittgensteins in Wien verwandt. 1833 zog die Familie nach Pest.
Obwohl Joachim aus keiner Musikerfamilie stammte, wurde sein Talent früh von Stanislaus Serwaczynski entdeckt und kontinuierlich gefördert. Er bezeichnete den Jungen als Geige spielendes Wunderkind, das bereits mit sieben Jahren als Geigensolist auftrat. Frühzeitig förderte Felix Mendelssohn Bartholdy das Ausnahmetalent. Joachim nahm ab 1838 in Wien Privatunterricht bei Joseph Böhm (1795–1876) und setzte seine Ausbildung 1843 bis 1849 am Leipziger Konservatorium fort. Beratend zur Seite standen ihm u. a. Ferdinand David und Moritz Hauptmann.
1844 brachte er Beethovens jahrzehntelang vergessenes Violinkonzert D-Dur op. 61 in London unter Mendelssohns Leitung zur Neuaufführung, worauf das Werk einen festen Platz im Konzertrepertoire erhielt. Von 1848 bis 1850 war er Mitglied des Gewandhausorchesters. Nach Mendelssohns Tod 1847 machte sich Joseph Joachim auf die Suche nach einem neuen Vorbild und reiste zu Franz Liszt nach Weimar, der sich von seinem Violinspiel beeindruckt zeigte und ihn zum Komponieren ermutigte. Auch mit dem Komponisten Joseph Joachim Raff, der zu dieser Zeit eng mit Liszt zusammenarbeitete, freundete er sich an. Er ließ sich von seiner Musik inspirieren und schrieb gleich eine virtuose Violinfantasie über Raffs Oper König Alfred. Das Duo wurde von Außenstehenden auch leicht spöttisch als Raff und sein Vorname bezeichnet.
Im Jahr 1849 lernte Joseph Joachim in Weimar Gisela von Arnim kennen, die mit Herman Grimm befreundet war. Es entwickelte sich eine für alle drei Beteiligten teils sehr schmerzhafte Liebesbeziehung, die durch die Heirat von Arnims mit Grimm 1859 ein Ende fand.
Ab Herbst 1850 arbeitete Joseph Joachim als Konzertmeister in Weimar, dann, ab dem 1. Januar 1853, war er Königlicher Konzertmeister in Hannover und bekleidete dieses Amt bis 1866. Im März 1853 lernte er Clara Schumann, Robert Schumann und über diese Johannes Brahms kennen. Letzterem stand er später bei zahlreichen Werken beratend zur Seite, darunter bei dessen Violinkonzert D-Dur op. 77. Auch Max Bruch wandte sich an ihn, als er nach der Uraufführung seines Violinkonzerts Nr. 1 g-Moll op. 26 im Jahr 1866 das Stück überarbeitete. Für die endgültige Fassung griff er Anregungen Joachims auf; sie wurde 1868 mit Joachim als Solisten uraufgeführt und diesem aus Dankbarkeit gewidmet.
Am 3. Mai 1855 vollzog Joachim einen für ihn bedeutenden Schritt, indem er sich in der Ägidienkirche lutherisch taufen ließ. Eine Namensänderung war nicht erforderlich, da Joseph sowohl als jüdischer als auch als christlicher Vorname gilt. Doch legte er sich zusätzlich die Namen Georg und Maria zu, nach seinen beiden Taufpaten, König Georg V. von Hannover und Königin Marie. Einige Tage zuvor schrieb er darüber an Herman Grimm, die Taufe werde „in aller Stille geschehen in ziemlich romantischer Weise.“
Am 10. Juni 1863 heiratete er in der Kreuzkirche in Hannover die Opernsängerin Amalie Schneeweiss. Das Paar bekam drei Töchter und drei Söhne: Johannes (1864–1949), Hermann (1866–1917), Marie (1868–1918), Josefa (* 1869), Paul (1877–1933) und Elisabeth (* 1881). 1868 zog die Familie nach Berlin. 1869 berief ihn König Wilhelm I. von Preußen zum Gründungsrektor der Königlich Akademischen Hochschule für ausübende Tonkunst, der späteren Musikhochschule Berlin. Seine pädagogische Arbeit prägte die Hochschule entscheidend.
Gleichzeitig war Joachim einer der einflussreichsten Musiker seiner Zeit, der das Musikleben im Zweiten Deutschen Kaiserreich maßgeblich bestimmte. Zu seinen Schülern gehörten Gabriele Wietrowetz, Pálma von Pászthory, Hans Weisbach, Bronisław Huberman, Arnold Schering, Will Marion Cook, Willy Heß, Maud Powell, Marie Soldat-Röger, Bram Eldering, Paul Elgers, Karl Klingler, Willem Kes, Leopold Auer, Carl Halir, Hugo Heermann, Tivadar Nachéz, Otto Wolf, Willy Burmester, Franz von Blon und Richard Himmelstoß. Für seinen besten Schüler hielt er Max Brode.

Joachim-Quartett 1884; links Heinrich de Ahna, oben Robert Hausmann, rechts Emanuel Wirth, unten Joseph Joachim

Die Familie Joachim wohnte in Berlin-Tiergarten, zunächst In den Zelten 8. Ab 1870 ließ Joachim durch den Berliner Architekten Richard Lucae eine herrschaftliche Villa bauen, die Villa Joachim, die sich in der Beethovenstraße 3 befand und im April 1874 bezogen wurde. Die Beethovenstraße verlief als ganz kurze Verbindung zwischen dem Kronprinzenufer (heute Bettina-von-Arnim-Ufer) und In den Zelten westlich des heutigen Hauses der Kulturen der Welt.
Im Jahr 1895 nahm Joseph Joachim zusammen mit Brahms an der Feier zur Eröffnung der Neuen Tonhalle in Zürich teil.
Seine krankhafte Eifersucht führte im Jahr 1884 zur Scheidung von seiner Ehefrau Amalie. Er hatte sie des Ehebruchs beschuldigt, aber selbst seine Freunde Johannes Brahms und Max Bruch ergriffen Partei für die Ehefrau. Der Scheidung ging ein mehrjähriger zermürbender „Rosenkrieg“ voraus.
Obwohl Joachim sich 1855 hatte protestantisch taufen lassen, musste er – wie viele andere – erleben, dass er dennoch von bestimmten Kreisen der Gesellschaft als Jude wahrgenommen wurde. In seine Berliner Zeit fielen zunehmend antisemitische Angriffe von Seiten der Wagnerianer (darunter dem Dirigenten Hans von Bülow) und dem Hofprediger Adolf Stoecker, während der preußische Hof zu ihm hielt.

### Joachim-Quartett
Als besonders wichtig galten Joachim neben seiner Hochschultätigkeit die Quartettabende, mit denen er ein Gegenstück zu Wagners Musikveranstaltungen errichten wollte. 1869 gründete er mit Kollegen der Berliner Hochschule nicht sein erstes festes Streichquartett, aber das bis zu seinem Tod 1907 mit Abstand am längsten bestehende: Zweite Violine spielten Ernst Schiever bis 1872, Heinrich de Ahna bis 1892, Johann Kruse bis 1897 und Carl Halir; Viola de Ahna bis 1872, Eduard Rappoldi bis 1877, Emanuel Wirth bis 1906 und Karl Klingler, Violoncello Wilhelm Müller bis 1879 und Robert Hausmann. Das Joachim-Quartett wurde einer der Hauptrepräsentanten der deutschen Musikkultur im späteren 19. und frühen 20. Jahrhundert, auch wenn Joachim etwa in London vorwiegend mit einheimischen Musikern auftrat, so bei den sogenannten Popular Concerts oder Monday and Saturday Pops oft mit Louis Ries (zweite Violine, 1830–1913), Ludwig Straus (Viola, 1835–1899) und dem Cellisten Alfredo Piatti.

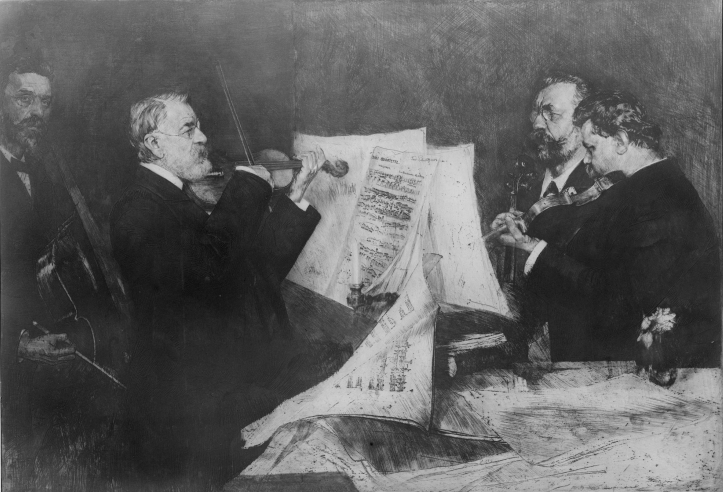
Joachim-Quartett 1904 mit (v. l. n. r.): Robert Hausmann, Joseph Joachim, Emanuel Wirth und Carl Halir. Bild: Ferdinand Schmutzer

### Tod und Grabstätte

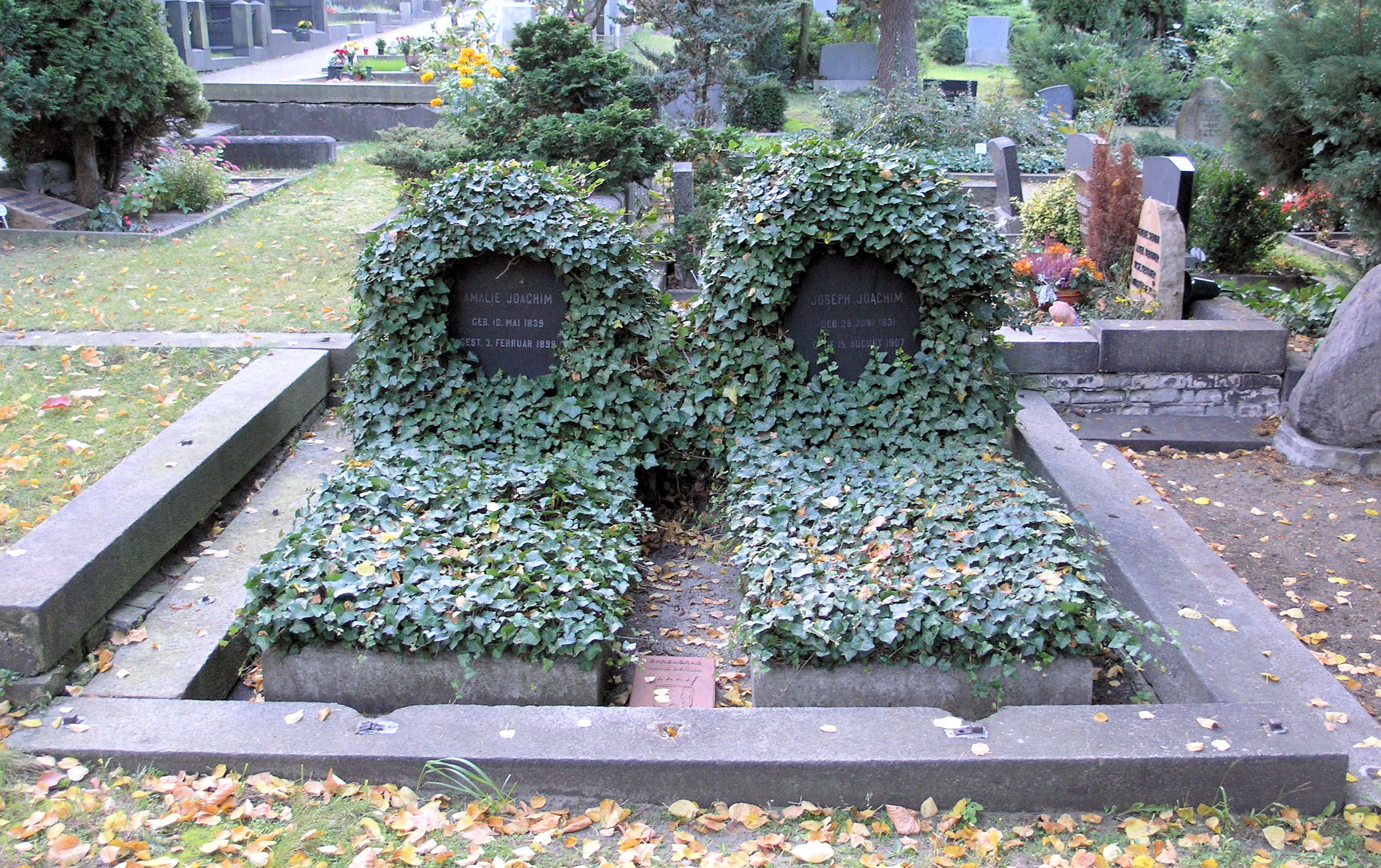
Ehrengrab von Joseph Joachim in Berlin-Westend, links das Grab von Amalie Joachim (2010); die Ehrengrab-Markierung bezieht sich hier noch auf beide Gräber

Während einer Gastspielreise des Joachim-Quartetts nach Wien und Budapest im März 1907 stellte sich bei Joseph Joachim eine Grippeinfektion ein, aus der sich ein Bronchialkatarrh entwickelte, an dessen Folgen er am 15. August 1907 schließlich im Alter von 76 Jahren in seiner Wohnung am Kurfürstendamm 217 in Charlottenburg starb. Seine letzten Auftritte als Musiker hatte er Ende Mai bei den Feiern zur Einweihung des Bachhauses in Eisenach.
Die Trauerfeier fand am 19. August 1907 in der Eingangshalle der Hochschule für Musik statt. Die aufwändige Dekoration von Raum und Sarg hatten der Architekt Karl von Großheim und der Maler Julius Senft übernommen. Anschließend wurde der Sarg in einem großen Trauerzug zum Kaiser-Wilhelm-Gedächtnis-Friedhof am Fürstenbrunner Weg in Westend geleitet, wo Joachim neben seiner geschiedenen Ehefrau Amalie geb. Schneeweiss (1839–1899) beigesetzt wurde. Die Hochschule ehrte den Verstorbenen am 3. November 1907 noch mit einer weiteren Trauerfeier in ihrem Konzertsaal, bei der Max Bruch die Gedenkworte sprach. Otto Lessing schuf nach Joachims Tod eine Büste von ihm.
Das Grab von Joseph Joachim und Amalie (Grabstelle D Gitter unten 2b) wurde 1958 auf Beschluss des Berliner Senats ein Ehrengrab des Landes Berlin. Dies wurde zuletzt im Jahr 2016 um die übliche Frist von zwanzig Jahren verlängert. Die 1958 erfolgte separate Widmung der Grabstelle von Amalie Joachim als Ehrengrab lief 2015 ab.

## Instrumente
Joachims erstes Instrument bei öffentlichen Auftritten war eine Guarneri, nicht eine Guarneri del Gesù, wie bisher angenommen, sondern eine Guarneri Filius Andreae aus dem Jahre 1703, die er nicht mehr spielte, als er 1850 seine erste Stradivari bekam. Er schenkte sie 1867 Felix Schumann, später war sie im Besitz der Geigerin Marie Soldat-Röger.
Im Laufe seiner Karriere spielte oder besaß Joachim eine ganze Anzahl von berühmten Instrumenten Stradivaris: „Korschak“ (1698), „Jupiter“ (1700), „Morgan“ (1708), „Knoop“ (1714), „de Barrau“ (1715), „Crémonais“ (1715), „Lipinski“ (1715), „Laurie“ (1722), „Arbos“ (1723), „Chaconne“ (1725), „Benny“ (1729), „Tom Taylor“ (1732). Die „Hochstein“ (1715) war später im Besitz von Franz Kneisel und danach von Jascha Heifetz. Die „Elman“ (1722) scheint bereits Mischa Elman gehört zu haben.
Joachim spielte als Hauptinstrument eine Violine von Antonio Stradivari aus dem Jahr 1714 („ex-Joachim“). Daneben besaß er vier weitere Violinen dieses Geigenbauers (1714 „Dolphin“, 1715 „ex-Alard/Baron Knoop“, 1722 „Laurie“ und 1725 „Chaconne/Hammig“) und eine Violine von G. B. Guadagnini aus dem Jahr 1752 („ex-Kneisel“) und 1767 („ex-Sennhauser/Joachim“).

## Würdigungen

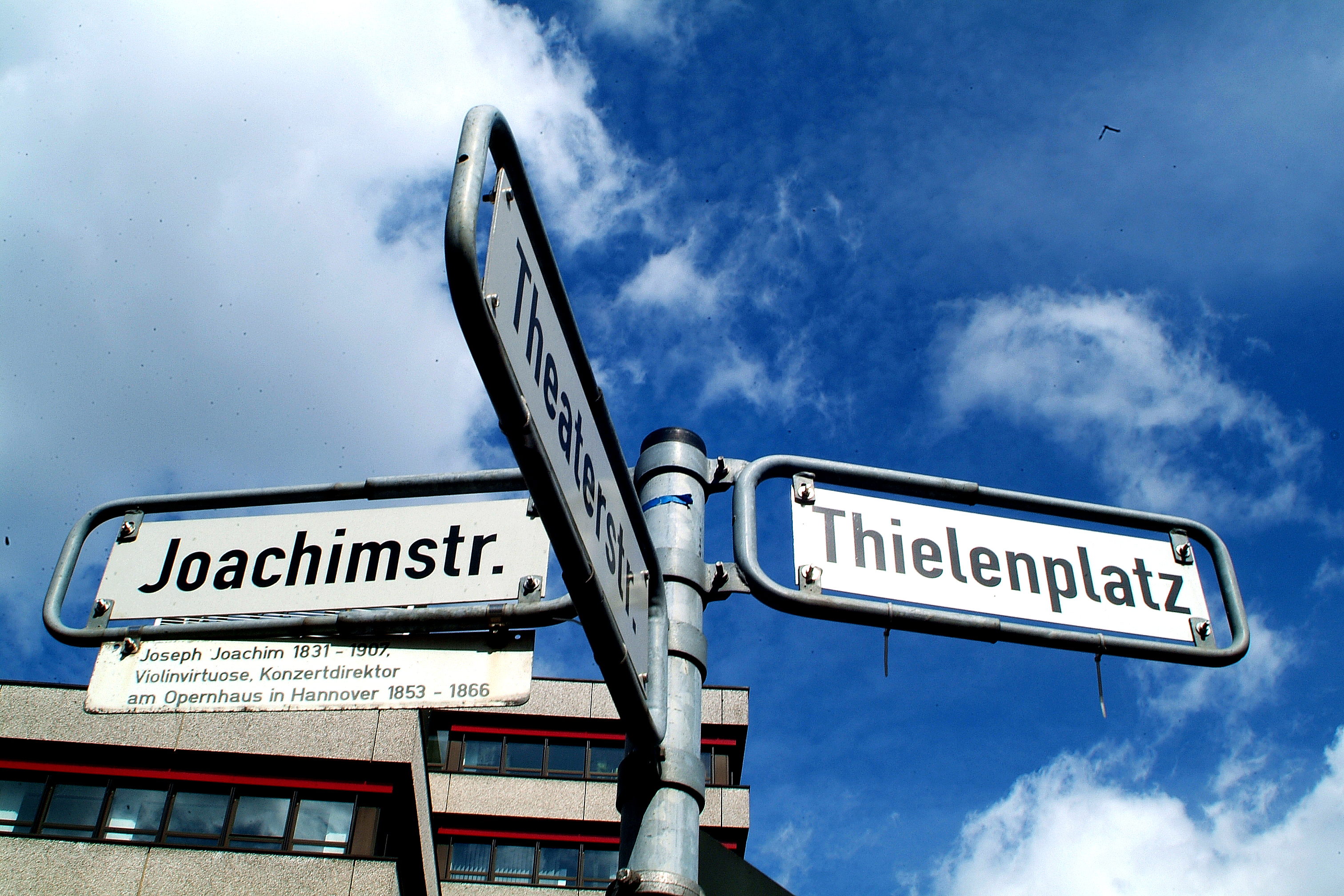
Straßenschild der Joachimstraße in Hannover mit Legende

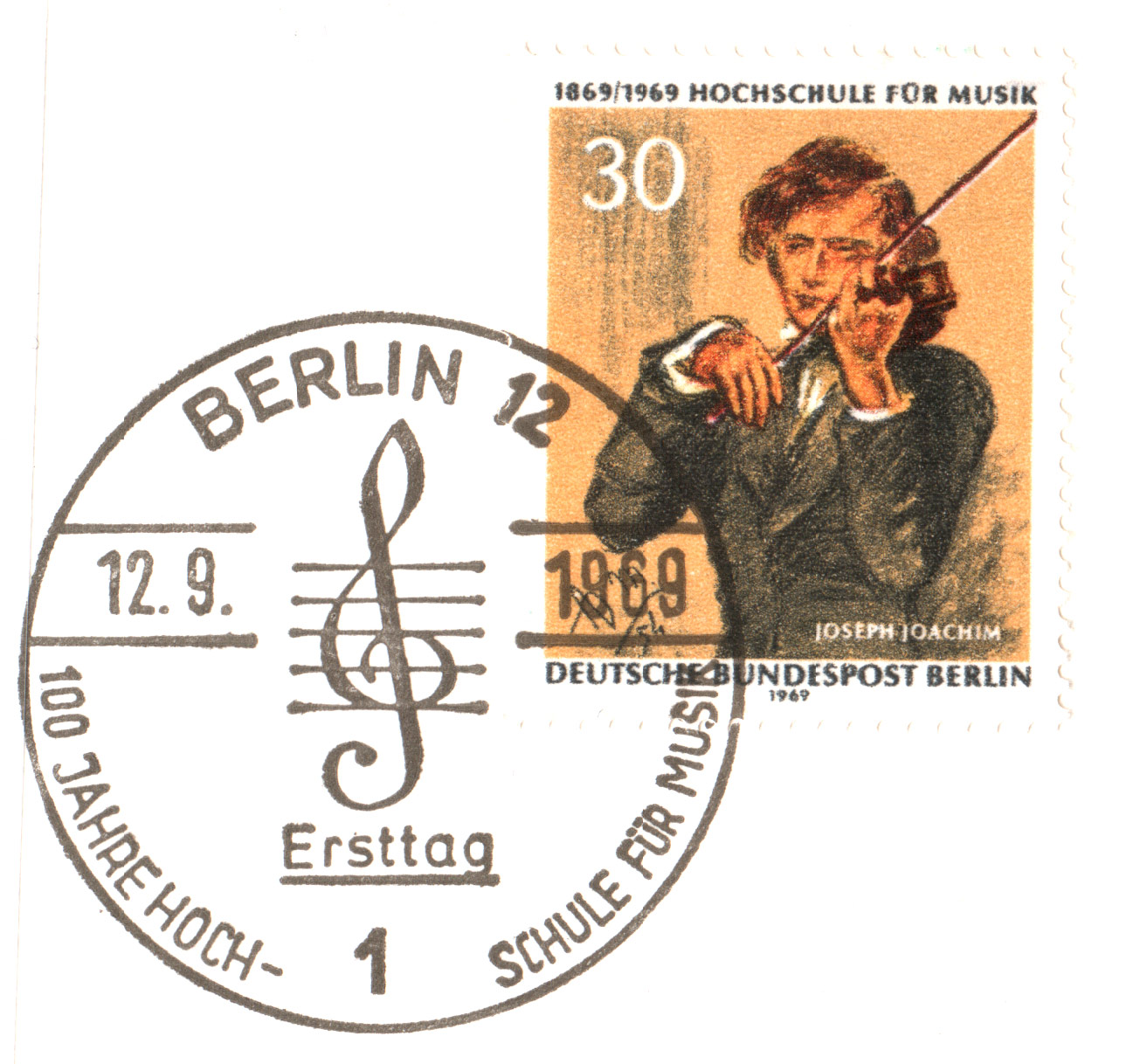
Joseph-Joachim-Briefmarke zum Jubiläum der Hochschule für Musik Berlin

- 1892 wurde in Hannover eine um 1845 als Teil der Straße Am Bahnhofe entstandene Straße zu Ehren des Komponisten umbenannt in Joachimstraße (die in der NS-Zeit von 1935 bis 1945 umbenannt war in Thielenstraße).[18]
- Am 17. März 1909 wurde die im Berliner Ortsteil Grunewald gelegene vormalige Auerbachstraße in Joseph-Joachim-Straße umbenannt.[19] Da in der NS-Zeit Name, Werk und Leistung des Künstlers totgeschwiegen wurden, erfolgte am 20. März 1939 eine Umbenennung dieser Straße in Oberhaardter Weg.[20] Nach dem Krieg wurde dieser Name beibehalten.
  - 1967 wurde in der näheren Umgebung der Joseph-Joachim-Platz (ohne Anwohner) gewidmet und eine Gedenktafel aufgestellt.[21]
- 1911 wurde in einer Wandnische der großen Halle der Hochschule für Musik eine von Bildhauer Adolf von Hildebrand modellierte Büste aufgestellt, aber 1936 entfernt.
- An Joachims Geburtshaus in Kittsee wurde 1931 eine Gedenktafel angebracht. Der Platz, an dem das Haus steht, heißt Joseph-Joachim-Platz.
- Am 12. September 1969 gab die Deutsche Bundespost Berlin zum Jubiläum 100 Jahre Hochschule für Musik Berlin eine 30-Pfennig-Sonderbriefmarke heraus, die den Geige spielenden Joseph Joachim auf einer Zeichnung von Adolph von Menzel zeigt (Michel-Nr. 347).
- Im Juni 1981 wurde im Foyer der Universität der Künste Berlin ein Zweitguss der im März 1936 von den Nationalsozialisten aus der Hochschule entfernten und unauffindbaren Original-Büste sowie eine dazugehörige Messingtafel für Joseph Joachim enthüllt.
- Die Stiftung Niedersachsen rief 1991 den Internationalen Joseph Joachim Violinwettbewerb ins Leben, der Joachim gewidmet ist.
- 1993 richtete die Hochschule für Musik Franz Liszt Weimar erstmals einen nach Joachim benannten Internationalen Joseph-Joachim-Kammermusikwettbewerb aus, der seitdem alle drei Jahre stattfindet.[22]
- Anlässlich des 150. Jahrestages des Bestehens der Musikhochschule in Berlin richtete die UdK Berlin am 11. Mai 2019 in der Veranstaltungsreihe #crescendo19 ein Konzert unter dem Motto Hommage an Joseph Joachim im Joseph–Joachim–Konzertsaal der Hochschule aus. Das Konzert wurde begleitet von einem Gespräch zwischen Susanne Fontaine und dem Antisemitismusforscher Uffa Jensen.
- 2016 fand in Boston eine internationale Konferenz zum Thema JOSEPH JOACHIM statt, "JOSEPH JOACHIM at 185".[23]

## Auszeichnungen
- Der „Concertdirektor a. D.“ wurde laut dem Adressbuch der Königlichen Haupt- und Residenzstadt Hannover für 1866 mit der Goldenen Ehrenmedaille für Kunst und Wissenschaft ausgezeichnet.[24]
- 1877: Ehrendoktor der Universitäten Cambridge (28. März), Oxford, Glasgow und Göttingen
- 1889: Ehrenpräsident des neugegründeten Vereins Beethoven-Haus
- 1897: Mitglied des bayerischen Maximiliansordens
- 1899: Pour le Mérite für Wissenschaften und Künste
- 1906: Ehrenbürger von Bonn[25]

## Werke

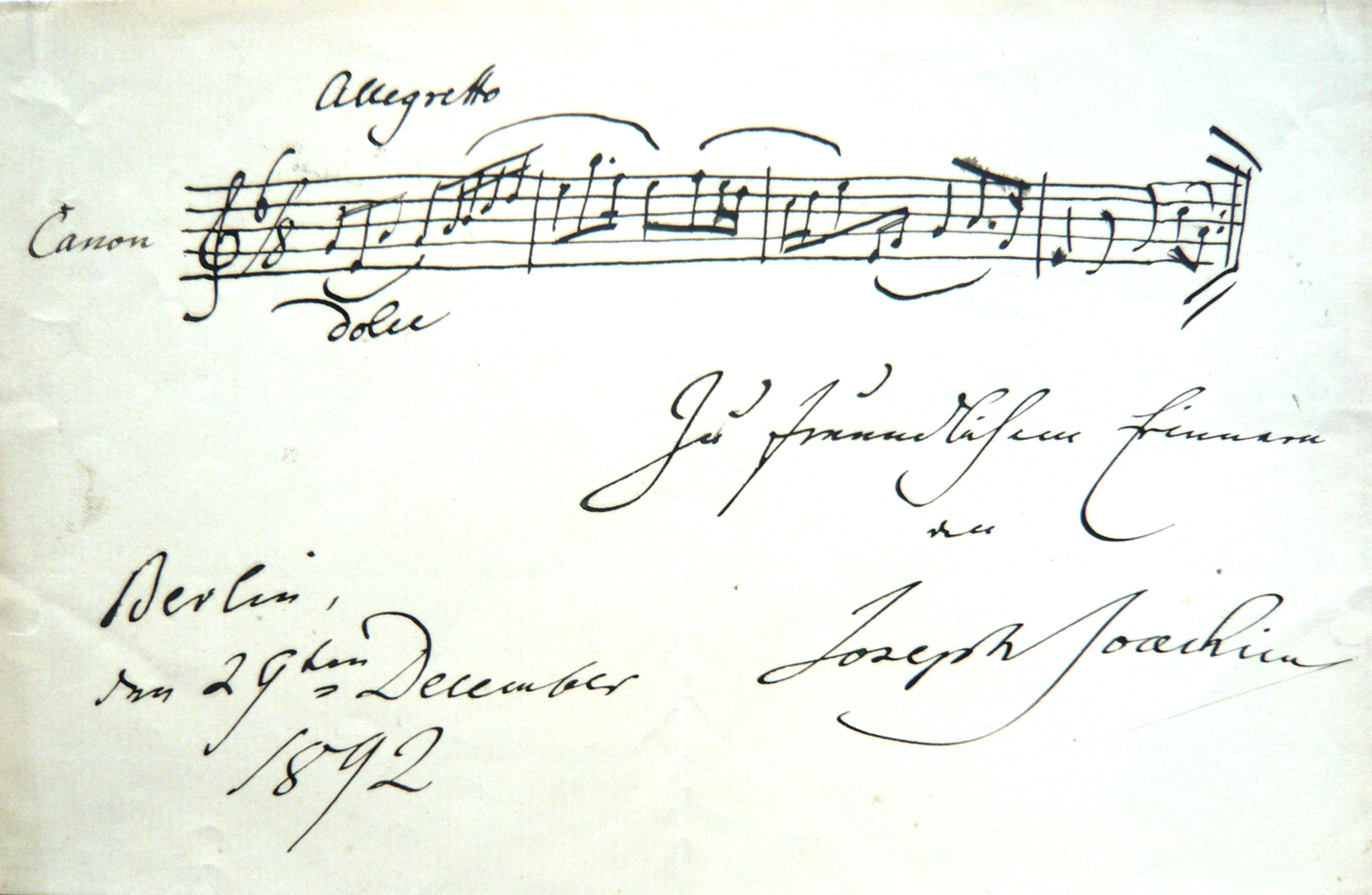
Canon in Allegretto, Joseph Joachim (1892)

- Fantasie über ungarische Motive für Violine und Orchester – Erstaufführung in Pest am 22. März 1846.[26] Kassel: Bärenreiter, 2018.[27]
- Op. 1 Andantino und Allegro scherzoso für Violine und Orchester B-Dur – Kistner, Leipzig Juli 1849
- Fantasie über irische [schottische] Motive für Violine und Orchester – Erstaufführung in London am 31. Mai 1852.[28] Bärenreiter, Kassel 2018.[29]
- Op. 2 Drei Stücke für Violine und Klavier (Romanze, Fantasiestück, Eine Frühlingsfantasie) Breitkopf & Härtel, Leipzig September 1852
- Op. 3 Violinkonzert Nr. 1 g-Moll, in einem Satz, gewidmet Franz Liszt – Breitkopf & Härtel, Leipzig Dezember 1854 – Uraufführung am 3. Oktober 1853 in Karlsruhe unter der Leitung von Franz Liszt[30]
- Op. 4 Ouvertüre zu William Shakespeares Hamlet – Breitkopf & Härtel, Leipzig Dezember 1854 – Uraufführung am 27. Oktober 1853 in Düsseldorf unter der Leitung von Robert Schumann (erstes Probedurchspiel im Mai 1853 in Weimar)
  - Für Klavier zu vier Händen bearbeitet von Johannes Brahms – Berlin: Simrock 1902
- Op. 5 Drei Stücke für Violine und Klavier (Lindenrauschen, Abendglocken, Ballade) Breitkopf & Härtel, Leipzig, Juli 1854
- Op. 6 Ouvertüre zu Herman Grimms Demetrius – Uraufführung am 21. April 1855 in Kassel unter der Leitung von Louis Spohr[31]
  - Für zwei Klaviere bearbeitet von Johannes Brahms
- Op. 7 Ouvertüre zu William Shakespeares Heinrich IV. – Uraufführung am 24. März 1855 in Hannover[32]
  - Für zwei Klaviere bearbeitet von Johannes Brahms
- Op. 8 Ouvertüre zu einer Komödie von Carlo Gozzi
- Op. 9 Hebräische Melodien für Viola und Klavier
- Op. 10 Variationen über ein eigenes Thema für Viola und Klavier (1855)
- Op. 11 Violinkonzert Nr. 2 d-Moll „in ungarischer Weise“ (1860) –  Uraufführung am 24. März 1860 in Hannover[33]
- Op. 12 Notturno für Violine und Orchester (oder Klavier)
- Op. 13 Ouvertüre „In Memoriam Heinrich von Kleist“ – Uraufführung am 14. März 1857 in Hannover[34]
- Op. 14 Szene der Marfa aus Friedrich Schillers unvollendetem Drama Demetrius für Mezzosopran und Orchester (1878)
- ohne op. Violinkonzert Nr. 3 G-Dur (1864) – Uraufführung am 27. Juni 1864 in London unter der Leitung von William Sterndale Bennett[35] – Deutsche Erstaufführung am 5. November 1864 in Hannover[36] – 1889 gedruckt („dem Andenken an Frau Gisela Grimm, geb. von Arnim gewidmet“)
- ohne op. Sinfonie C-Dur, freie Orchesterfassung von Franz Schuberts Grand Duo für Klavier zu vier Händen (1855) – Uraufführung am 9. Februar 1856 in Hannover. Cranz, Hamburg o. J.; Simrock, Berlin 1873; Spina, Wien Oktober 1873
- Joseph Joachim, Andreas Moser (Hrsg.): Violinschule. 3 Bände. Simrock, Berlin 1905; Band 1; Band 2; Band 3